# John Bradshaw
John Bradshaw, född 1602 i Stockport, död 31 oktober 1659 i London, var en brittisk jurist och politiker. Han var en av domarna vid den rättegång, vid vilken den engelske kungen Karl I dömdes till döden.
Bradshaw ägnade sig åt advokatverksamhet och slöt sig på 1640-talet till parlamentspartiet. Han var ordförande i den domstol, som den 29 januari 1649 dömde Karl I till döden. Han utsågs även till president i det statsråd som efter Karls död övertog styrelsen, och erhöll en penningbelöning och stora gods. Bradshaw var avgjort motståndare till Cromwell och sköts under dennes tid åt sidan, men efter långa parlamentets nya sammanträde 1659 utsågs han åter till medlem av statsrådet. Strax därefter avled han. 
Efter den stora restaurationen av monarkin i England 1660 exhumerades Bradshaws lik och avrättades postumt tillsammans med liken av lordprotektorn Oliver Cromwell och generalen Henry Ireton.